# Наон, Артуро
Артуро Нао́н (исп. Arturo Naón; 31 декабря 1912, Ла-Плата — 5 мая 1999, Мар-дель-Плата) — аргентинский футболист, нападающий.

## Карьера
Артуро Наон родился в Ла-Плате, где в доме № 307 на улице 57 прошло его детство вместе с братьями Луисом, Рикардо и Анхелем. Он учился в школе № 13 и Старшей школе при Национальном университете Ла-Платы. В тот же период Наон стал играть в футбол, выступая за любительский клуб «Фор Эвер», но уже в возрасте семи лет присоединился к «Химнасии и Эсгриме». 23 июня 1929 года Артуро дебютировал в основном составе команды в матче с «Бокой Хуниорс», в котором его клуб проиграл со счётом 1:2. Во второй своей игре Наон забил первый мяч за «Химнасию» поразив ворота Эстудиантиль Портеньо (2:1). Эти два матча стали единственными, проведёнными футболистом в том сезоне, а клуб по его итогам стал чемпионом страны. Лишь годом позже Наон вновь стал играть за основной состав «Химнасии», а в начале 1931 года поучаствовал с командой в турне по Европе, где встречалась с «Реалом», «Барселоной», «Интером», «Торино» и другими командами. С 1932 года Артуро стал основным нападающим команды, забив за сезон 22 года, а спустя год — 34. Тогда же он получил своё прозвище — «Бычок», которым его окрестили в статье газеты «Crítica», потому что Наон являлся «поездом, разрушающим всё, что находится перед ним». В чемпионате футболист занял второе место среди лучших бомбардиров, уступив лишь один мяч Франсиско Варальо. А команда за свой атакующий стиль игры была названа «Экспрессом».
В конце 1934 года Наон был куплен клубом «Сан-Лоренсо», заплатившим за трансфер футболиста 37 тысяч песо. 26 мая 1935 года он дебютировал в составе команды в матче с «Кильмесом» (2:0), где сразу забил гол. В первом сезона футболист выходил на поле мало, сыграв лишь в 4 встречах. В следующем сезон он уже стал игроком основы, проведя 25 встреч и помогая команды выиграть чемпионат Аргентины. Последний матч за «Сан-Лоренсо» Неон провёл 19 декабря 1937 года с «Тальересом» (4:2), где забил один из мячей. Всего за клуб футболист сыграл 51 матч и забил 24 гола. В 1938 году Артуро перешёл в «Расинг», но провёл за клуб лишь семь игр и забил один гол, поразив ворота «Атланты» 17 июля. В том же месяце футболист возвратился в «Химнасию», будучи обменённым на Хосе Эктора Нарванте. Проведя в клубе вторую половину сезона, а затем начало 1939 года, Наон уехал в Бразилию, присоединившись к «Фламенго». 9 июля он дебютировал в составе команды в матче чемпионата штата с «Ботафого» (1:5). 23 августа, в товарищеской игре с «Сантосом» (6:3) Наон забил первый мяч за клуб. А 28 октября забил в официальной игре, поразив ворота «Бангу» (4:0). Наон выступал за «Фламенго» до декабря 1939 года, проведя 11 матчей и забив 3 гола. С клубом он выиграл чемпионат штата Рио-де-Жанейро.
В 1940 году Наон перешёл в клуб «Пеньяроль». При этом в клуб он попал случайно: он находился в Монтевидео как турист и зашёл проведать своего друга, который и предложил ему играть за местную команду. В «Пеньяроле» форвард забил 13 голов, из которых 9 в официальных встречах. После сезона в команде, нападающий ушёл из футбола на три года. В 1943 году, после разговора с бывшим партнёром по «Химнасии», Хосе Марии Минельи, Артуро решил возвратиться в футбол. Он вновь стал игроком клуба, где забил 6 голов. 21 ноября того же года Наон провёл последнюю в карьере встречу, в которой его команда победила «Аталанту», а сам он забил один из мячей. Всего за «Химнасию» Артуро сыграл 119 матчей в которых забил 105 голов. В 1946 году он стал главным тренером команды, годом ранее вылетевшей во второй дивизион. Он начал с победы на Тальересом», но по итогам сезона не смог вывести «Химнасию» в Примеру, вследствие чего покинул тренерский мостик. В конце жизни Наон болел, из-за чего последние месяцы жизни был прикован к постели. Он умер в городе Мар-дель-Плата, но был похоронен в родной Ла-Плате.

## Достижения
- Чемпион Аргентины: 1929, 1936
- Чемпион штата Рио-де-Жанейро: 1939
- Лучший бомбардир в истории «Химнасия и Эсгрима»: 106 голов

## Статистика

### Клубная
| Сезон | Клуб                          | Лига         | Чемпионат | Чемпионат | Кубок | Кубок |
| Сезон | Клуб                          | Лига         | Игры      | Голы      | Игры  | Голы  |
| ----- | ----------------------------- | ------------ | --------- | --------- | ----- | ----- |
| 1929  | Химнасия и Эсгрима (Ла-Плата) | Примера      | 2         | 1         | —     | —     |
| 1930  | Химнасия и Эсгрима (Ла-Плата) | Примера      | 12        | 5         | —     | —     |
| 1931  | Химнасия и Эсгрима (Ла-Плата) | Примера      | 1         | 1         | —     | —     |
| 1932  | Химнасия и Эсгрима (Ла-Плата) | Примера      | 19        | 18        | 5     | 4     |
| 1933  | Химнасия и Эсгрима (Ла-Плата) | Примера      | 28        | 33        | 2     | 1     |
| 1934  | Химнасия и Эсгрима (Ла-Плата) | Примера      | 23        | 25        | —     | —     |
| 1935  | Сан-Лоренсо                   | Примера      | 4         | 1         | —     | —     |
| 1936  | Сан-Лоренсо                   | Примера      | 25        | 14        | —     | —     |
| 1937  | Сан-Лоренсо                   | Примера      | 22        | 9         | —     | —     |
| 1938  | Расинг (Авельянеда)           | Примера      | 7         | 1         | —     | —     |
| 1938  | Химнасия и Эсгрима (Ла-Плата) | Примера      | 11        | 11        | —     | —     |
| 1939  | Сан-Лоренсо                   | Примера      | 2         | 0         | —     | —     |
| 1939  | Фламенго                      | Лига Кариока | 7         | 2         | —     | —     |
| 1940  | Пеньяроль                     | Примера      | ?         | 7         | ?     | 2     |
| 1943  | Химнасия и Эсгрима (Ла-Плата) | Примера      | 14        | 6         | —     | —     |

1. ↑  В графу «Кубок» входят матчи Кубка Конкуренции Первого дивизиона чемпионата Аргентины диссидентских организаций[исп.], Кубка Беккара Варелы и Турнира Чести Уругвая[исп.]

### Международная
| Матчи Артуро Наона за сборную Аргентины | Матчи Артуро Наона за сборную Аргентины | Матчи Артуро Наона за сборную Аргентины | Матчи Артуро Наона за сборную Аргентины | Матчи Артуро Наона за сборную Аргентины | Матчи Артуро Наона за сборную Аргентины | Матчи Артуро Наона за сборную Аргентины |
| --------------------------------------- | --------------------------------------- | --------------------------------------- | --------------------------------------- | --------------------------------------- | --------------------------------------- | --------------------------------------- |
| №                                       | Дата                                    | Место проведения                        | Оппонент                                | Счёт                                    | Голы                                    | Турнир                                  |
| 1                                       | 18 июля 1934                            | Монтевидео                              | Уругвай                                 | 2:2                                     | —                                       | Товарищеский матч                       |
| 2                                       | 15 августа 1934                         | Буэнос-Айрес                            | Уругвай                                 | 1:0                                     | —                                       | Товарищеский матч                       |

## Личная жизнь
Артуро Наон был женат на Эльвире Дука. У них родилось двое детей — Артуро Альфредо и Мария Роса.